# 2040

2040 рік — високосний рік по григоріанському календарю, що починається в неділю

## Прогнозуючі події
- 2 травня — Часткове сонячне затемнення.
- 8 вересня — Вирівнювання великих планет.
- 4 листопада — Часткове сонячне затемнення.